# Żywot świętego Stefana Dragutina
Żywot świętego Stefana Dragutina (serb. Житије краља Драгутина) – serbski średniowieczny utwór, będący biograficznym ujęciem dziejów życia króla Stefana Dragutina (panował 1276–1282). Autorem utworu jest arcybiskup Danilo II (1270–1337).
Utwór powstał w cyklu pisanych przez arcybiskupa biografii królewskich i biskupich. Podobnie jak inne teksty tego cyklu charakteryzuje się mocnym osadzeniem w rzeczywistości, co odróżnia dzieło Danila II np. od powstałego niemal wiek wcześniej Żywota świętego Sawy pióra mnicha Domentijana. Powstanie tego żywota i innych należących do cyklu, motywowane było w głównej mierze względami politycznymi i dlatego też bywają one zaliczane przez współczesnych historyków literatury raczej do utworów o charakterze historycznym i publicystycznym, niż do hagiografii.
Utwór zawiera bogaty materiał faktograficzny, odnoszący się do wydarzeń z życia króla Stefana Dragutina, np. wypadku, któremu uległ (upadek z konia), saboru w Deževie, ustąpienia na nim z tronu i przekazania władzy młodszemu bratu Stefanowi Milutinowi, choroby, wstąpienia do klasztoru i śmierci. 
Żywot ten wraz z innymi biografiami królewskimi został wydany w 1866 r. przez Đurę Daničicia w tomie pt. Životi kraljeva i arhiepiskopa srpskih.
Przekład na język polski fragmentu Żywot świętego Stefana Dragutina dokonany został przez Aleksandra Naumowa i znalazł się w tomie Dar Słowa. Ze starej literatury serbskiej, opracowanym przez A Naumowa, Łódź 1983, s. 96–109.